# 국도 제69호선 (미국)

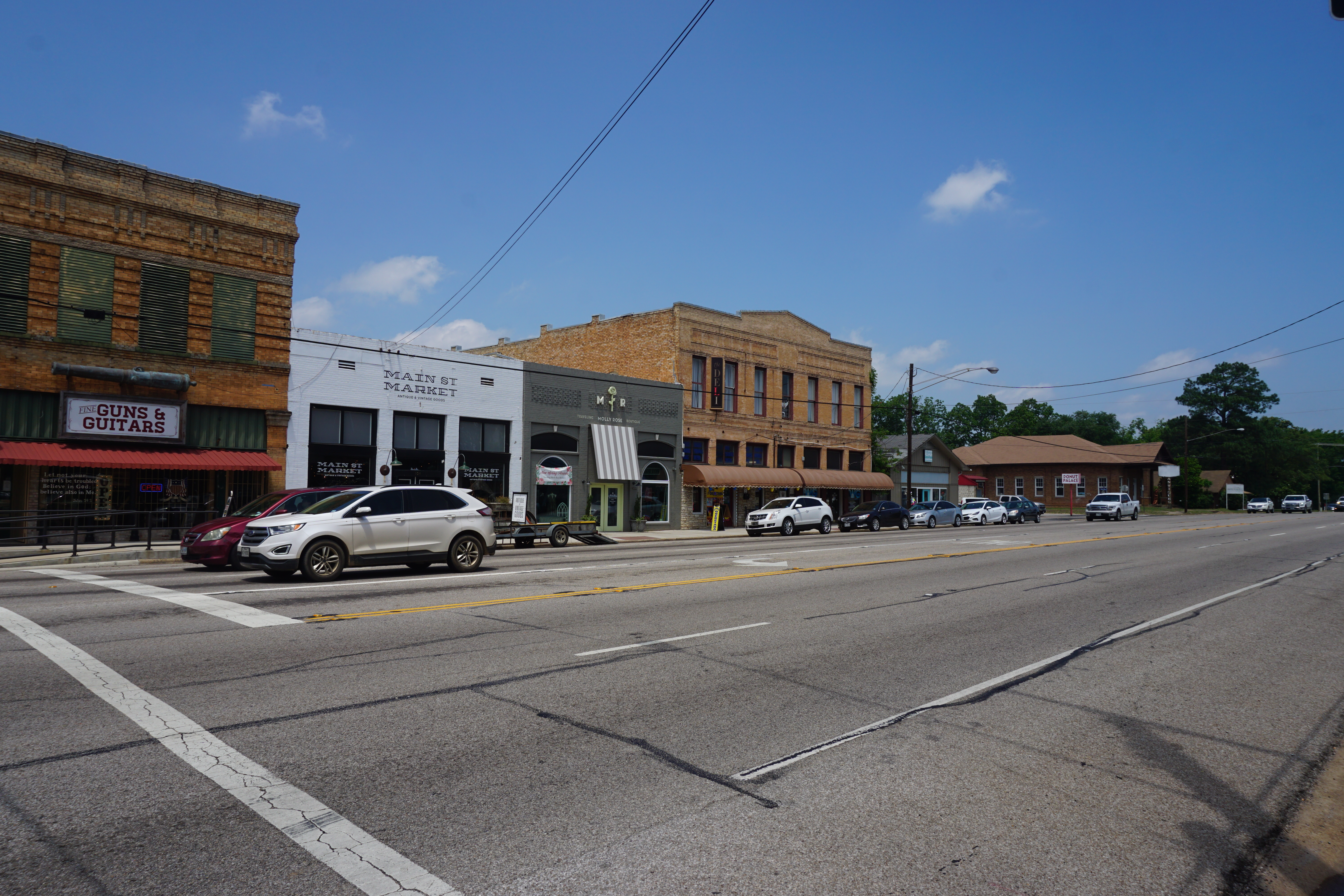
린데일의 중심가를 지나가고 있는 미국 69번 국도의 모습.

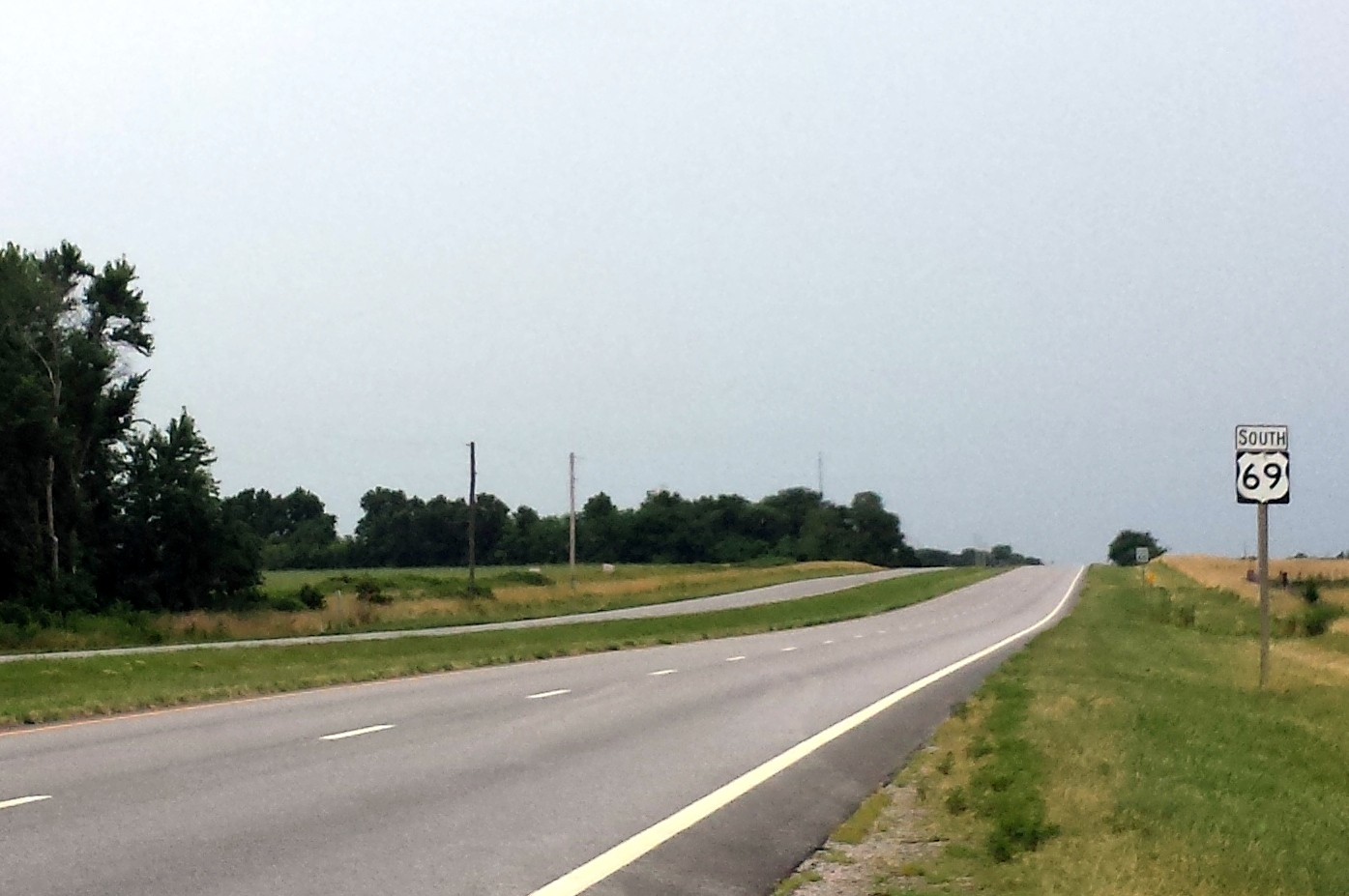
캔자스주 프랭클린 군을 지나가고 있는 미국 69번 국도

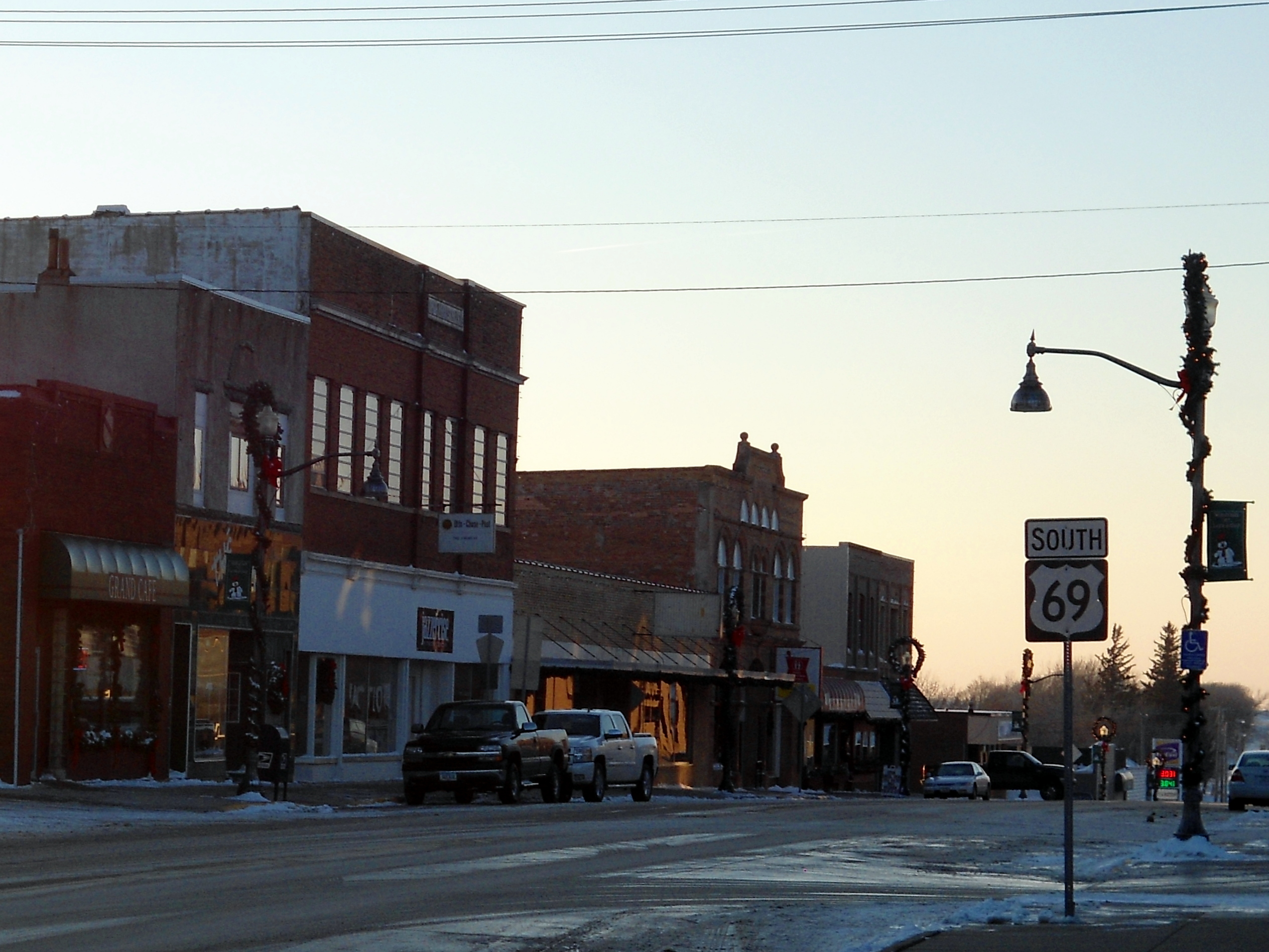
아이오와주 레이크밀스로 남하하고 있는 미국 69번 국도.

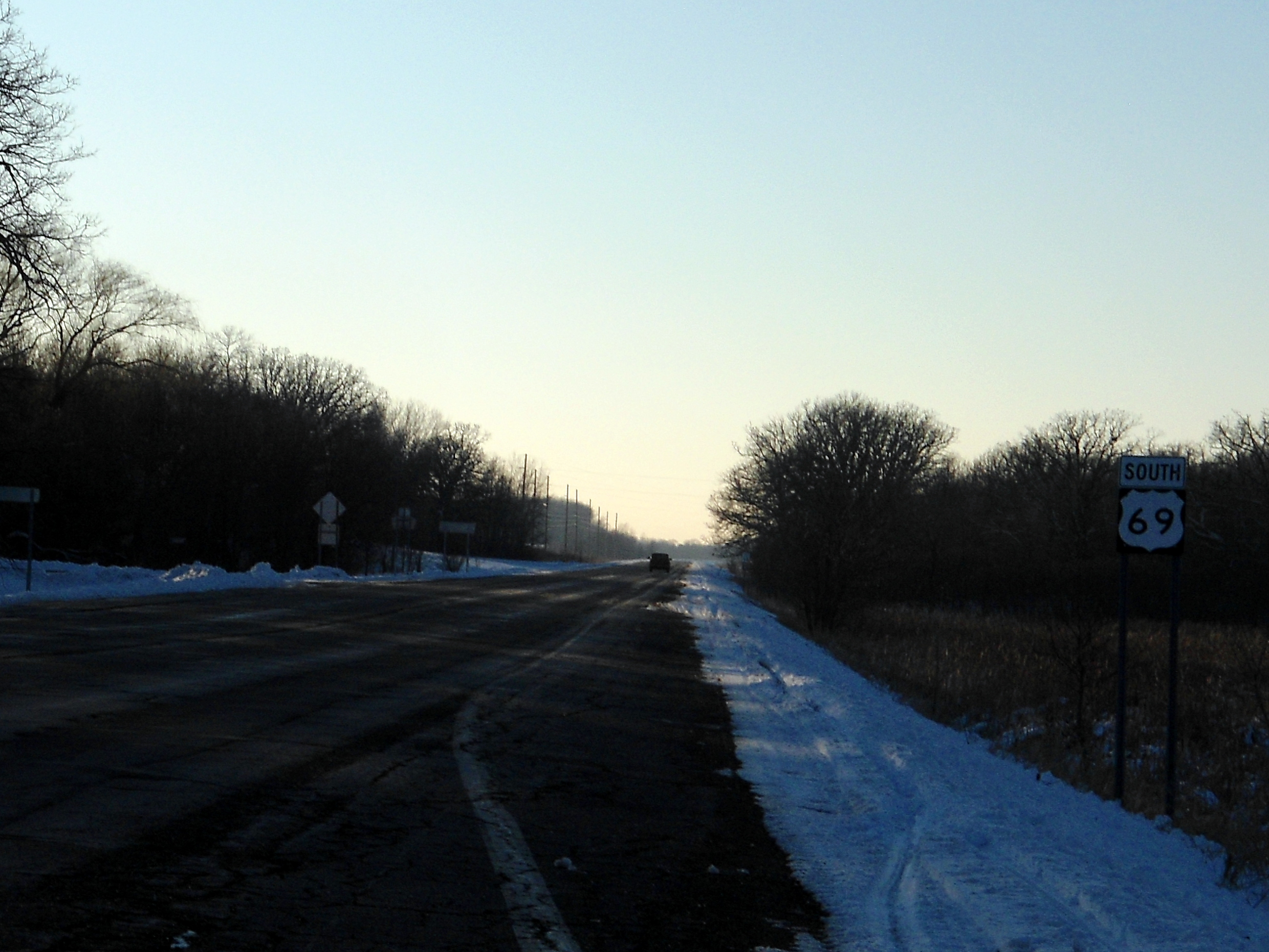
미네소타주 트윈레이크스를 지나가고 있는 미국 69번 국도. 도로 옆에는 쌓인 눈의 흔적이 그대로 남아 있게 되는 현상이 가장 인상적이다.

국도 제69호선(U.S. Route 69)은 텍사스주 포트아서에서 출발하여 미네소타주의 앨버트리까지 이어주는 총 연장 1,828 km의 구간을 가진 미국의 일반 국도다. 그러나 이 국도는 남북으로 종단하는 간선도로이기도 하며, 미네소타주에서는 미네소타주도 제13호선과 직접 만나는 것으로 보인다.

## 관련 국도
- 국도 제169호선 - 미국의 이전 일반 국도 노선, 현재는 폐지된 상태이기도 함.